# Andy Linighan
Andrew ("Andy") Linighan (Hartlepool, 18 juni 1962) is een Engels voormalig voetballer die als centrale verdediger in de jaren 90 voor Arsenal en Crystal Palace uitkwam in de Premier League. Hij was profvoetballer van 1980 tot 2001.
Hij is de broer van David Linighan, die als verdediger voor Ipswich Town uitkwam in de Premier League. 

## Clubcarrière

### Beginjaren
In de jaren tachtig speelde Linighan als twintiger voor achtereenvolgens Hartlepool United, Leeds United, Oldham Athletic en Norwich City. Bij al deze clubs was hij een basisspeler. Linighan speelde zich in de kijker met zijn prestaties bij Norwich, dat in 1988 vierde werd in de First Division en de halve finales van de FA Cup bereikte.

### Arsenal
Linighan staat vooral bekend om zijn periode als centrale verdediger van Arsenal, onder leiding van de managers George Graham, Bruce Rioch en nog heel even Arsène Wenger – onder die laatste viel hij finaal uit de gratie, maar ook de opmars van de vier jaar jongere Martin Keown was een oorzaak. Linighan deed bij Arsenal voornamelijk dienst als back-up voor Tony Adams en Steve Bould centraal in de defensie. De verdediger speelde zeven seizoenen op Highbury. 
Een jaar voor de oprichting van de Premier League, in 1991, veroverde Linighan de landstitel met de club. Linighan is onder de supporters van Arsenal echter vooral populair geworden als auteur van het winnende kopbaldoelpunt in de finale van de FA Cup van 1993 tegen Sheffield Wednesday, ondanks een blessure. Linighan speelde mee doordat Steve Bould geblesseerd was. Eerder in de finale, die middels een replay moest worden beslecht, had de centrale verdediger een gebroken neus opgelopen na een botsing met Mark Bright. In de 119e minuut kreeg Arsenal een hoekschop. Ironisch genoeg torende Linighan boven Bright uit en kopte het leer in doel (2–1).
Met Arsenal won hij tevens de League Cup in 1993, tegen datzelfde Sheffield Wednesday. In 1994 won de centrale verdediger als bankzitter met Arsenal de UEFA Beker voor Bekerwinnaars nadat Parma in de finale met 1-0 werd verslagen. Het enige doelpunt kwam op naam van aanvaller Alan Smith na twintig minuten. 
Een jaar later kon Arsenal, met Linighan in de ploeg, zijn titel niet verlengen in de finale tegen Real Zaragoza waardoor de vloek opnieuw toesloeg – geen enkele ploeg had zijn titel weten te verlengen.

### Latere carrière
Na het ontslag van George Graham in 1995 en de aanstelling van Arsène Wenger anderhalf seizoen later, belandde Linighan op een zijspoor bij The Gunners. In 1997 verkaste hij naar Crystal Palace, een team dat in die periode heen en weer schommelde van Premier League naar Championship. In de periode dat hij voor de club uitkwam, was Crystal Palace evenwel actief in de Premier League. Palace had echter te kampen met financiële problemen en degradeerde. In 1999 werd hij uitgeleend aan Queens Park Rangers om tegemoet te komen aan de strenge contractuele voorwaarden die Palace door de Engelse voetbalbond waren opgelegd. De club moest zijn (dure) spelerskern afslanken. Het volgende seizoen, 1999/2000, keerde hij terug en manager Steve Coppell benoemde hem tot aanvoerder. Palace eindigde pas als vijftiende in de tweede klasse.
Linighan verliet de club na dat seizoen en beëindigde zijn professionele loopbaan bij Oxford United in 2001. 
Na zijn actieve carrière richtte Linighan een loodgietersbedrijf op.

## Erelijst
| Competitie                |         |         |
| Competitie                | Aantal  | Jaren   |
| Arsenal                   | Arsenal | Arsenal |
| ------------------------- | ------- | ------- |
| Engels landskampioenschap | 1×      | 1990/91 |
| FA Cup                    | 1×      | 1992/93 |
| Europacup II              | 1×      | 1993/94 |
| League Cup                | 1×      | 1992/93 |